# Chêne des marais
Quercus palustris
Espèce
Classification phylogénétique
Répartition géographique
Le Chêne des marais ou Chêne à épingles (Quercus palustris) est un arbre de la famille des Fagaceae originaire de l'Est des États-Unis d'Amérique et du Canada.
Il appartient à la section Erythrobalanus de la classification des chênes.
Le nom spécifique palustris provient du mot latin signifiant « marais ».

## Distribution
On rencontre l'arbre depuis l'État du Tennessee et en Virginie jusque dans la région des Grands Lacs au Canada. Le chêne des marais a été introduit dans les régions plus fraîches du Sud de l'Australie. Il a été introduit en Europe en 1770 où il est planté dans des parcs à titre ornemental car son feuillage est très coloré en automne.

## Auto-écologie
C'est le premier chêne d'Amérique du Nord à fleurir au printemps. Il demande un ensoleillement moyen. Il résiste au gel de force moyenne. Malgré son nom, le chêne des marais n’apparaît pas comme une espèce hygrophile mais plutôt, à l’instar du chêne rouge, comme une espèce mésophile. Une étude écophysiologique menée en condition contrôlée avait d’ailleurs confirmé cet aspect de son autécologie. En revanche, des observations empiriques ont montré que le Chêne des marais était plus résistant à l’hydromorphie que le chêne rouge,. Il apprécie surtout les sols légèrement acides et ne supporte pas les sols calcaires. Il pousse à des altitudes inférieures à 350 mètres.

## Description
Le chêne des marais est un arbre à croissance rapide (10 m en 10 ans et 40 cm de circonférence à 1,3 m). Sa taille adulte varie de 20 à 25 mètres (Parfois jusque 30 mètres) et a un tronc d'un mètre de diamètre environ. Son écorce gris-vert reste lisse même sur les arbres adultes. L'arbre vit de 90 à 120 années.
Les feuilles ont cinq ou sept lobes profondément découpés avec une nervure centrale. Leur taille varie de 5 à 11 centimètres. L'envers de la feuille possède des poils à la ramification des nervures.
Les fleurs mâles sont groupées en chatons longs de 5 à 7 centimètres.
Les glands murissent au cours de la seconde année. Longs de 1 cm environ, ils sont enserrés, presque sessiles dans une cupule plate.

## Utilisation
Il fournit un bois au cœur brunâtre et à l'aubier presque blanc qu'on utilise dans la production de meubles. Il est très utilisé à titre ornemental grâce à ses belles couleurs.
En reboisement, sur sol humide voire hydromorphe, on peut le préférer au chêne rouge. En effet, la supériorité du chêne des marais sur le chêne rouge est à la fois quantitative et qualitative. Sur le plan quantitatif, Quercus palustris présente une croissance légèrement plus forte que celle du Quercus rubra. Sur le plan qualitatif, le chêne des marais présente deux avantages importants par rapport au chêne rouge : d’abord sa non-sensibilité à la maladie de l’encre, ensuite sa meilleure forme et donc un besoin nettement moindre en taille de formation.
Cet arbre est la seule nourriture connue de la chenille Bucculatrix domicola.

## Liens externes

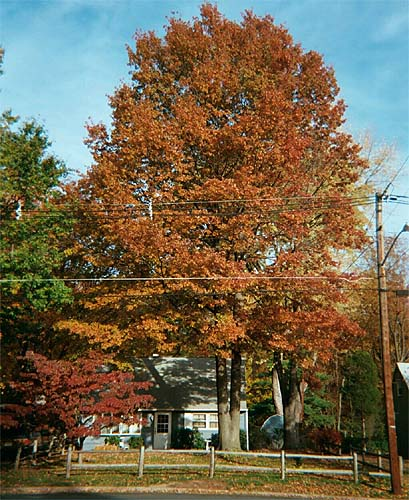
Couleurs automnales
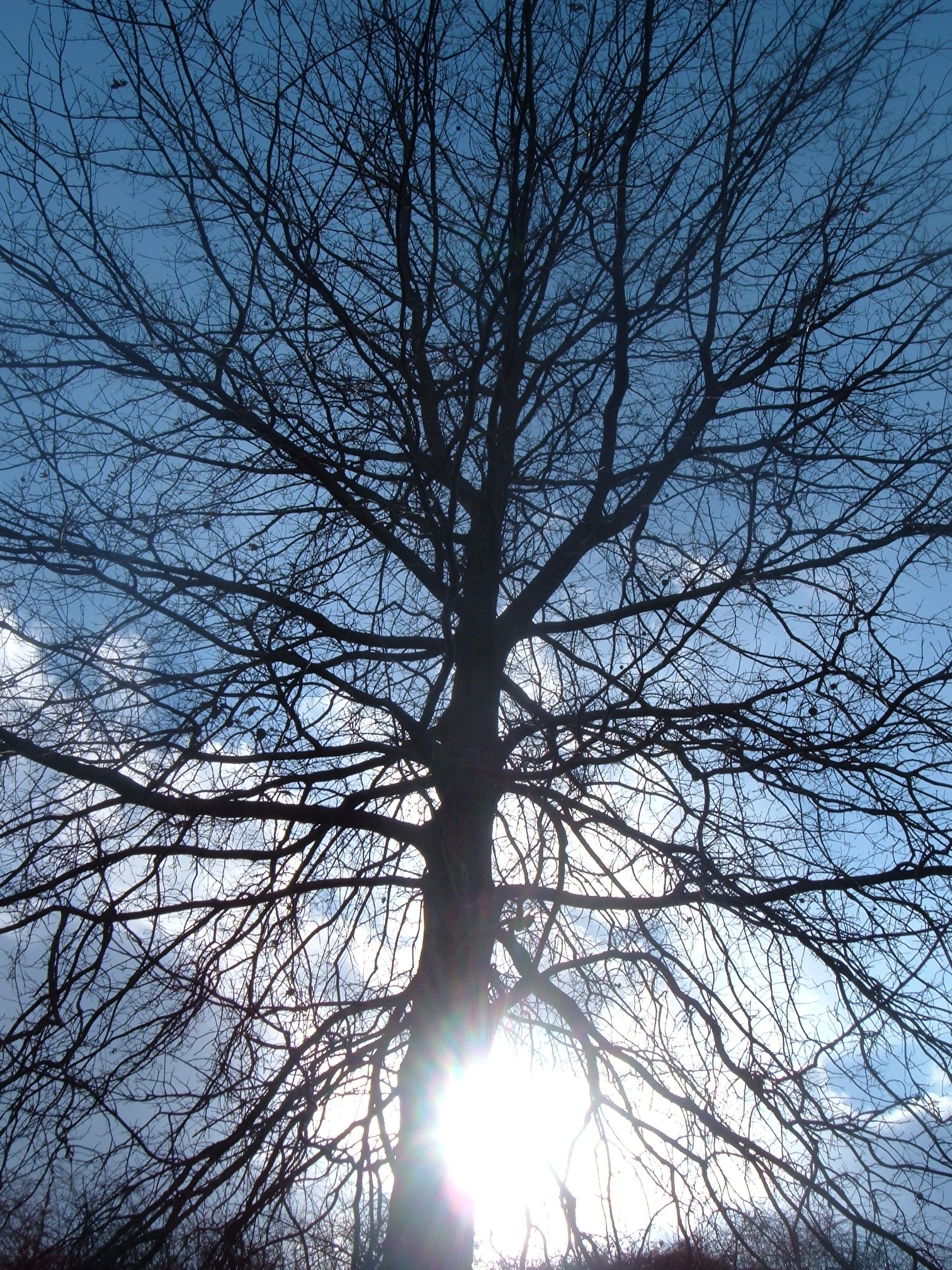
Branches supérieures montantes et branches inférieures descendantes
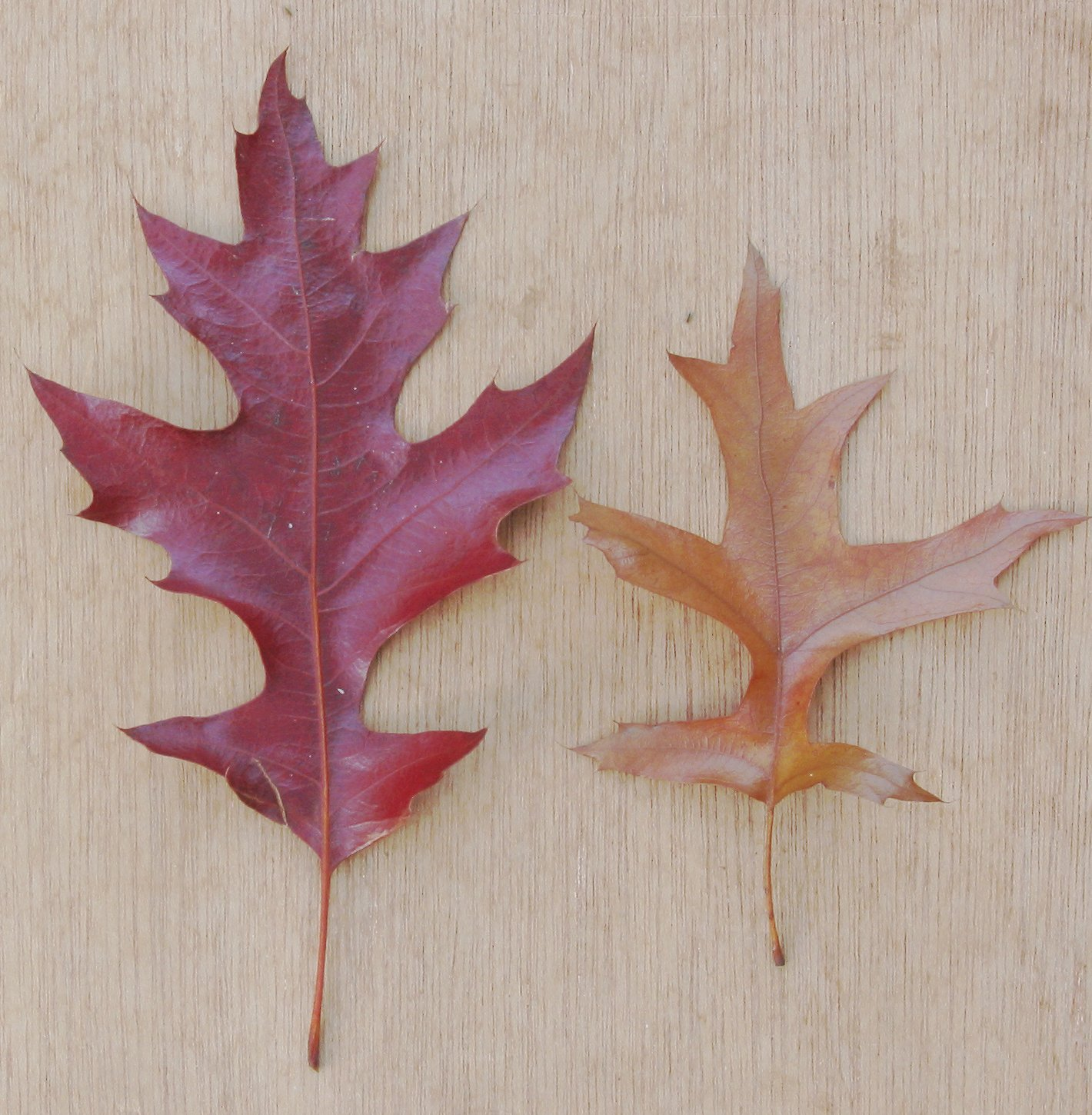
Feuilles
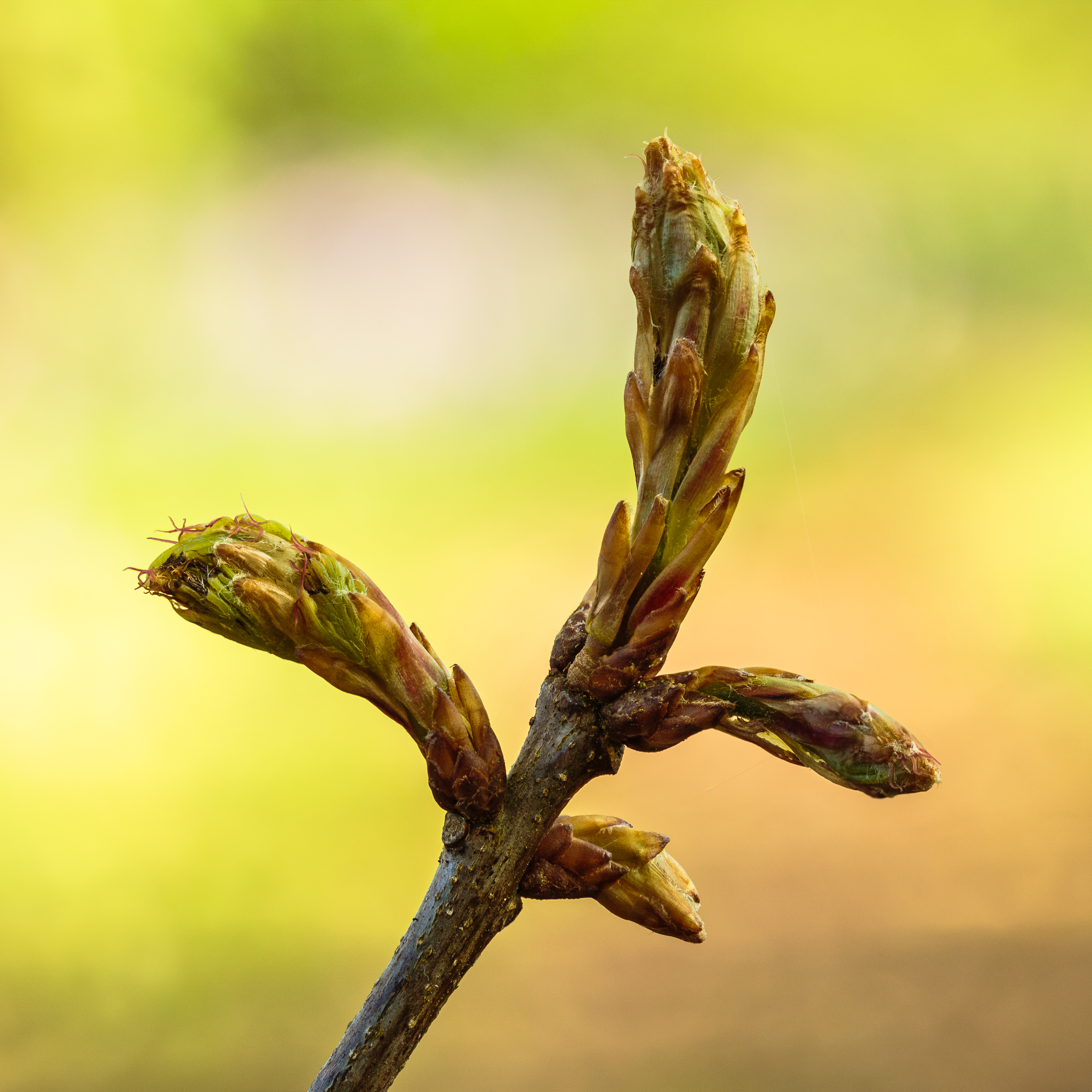
Jeunes pousses émergentes.